# Stéphane Mineur
Stéphane Joseph Mineur (Fraire, 15 januari 1829 - Namen, 18 mei 1898) was een Belgisch volksvertegenwoordiger.

## Levensloop
Mineur was een zoon van koopman François Mineur en van Julie Hoslet. Hij trouwde met Léonie Museur.
Hij werd gemeenteraadslid van Namen (1872-1892) en werd tweemaal liberaal volksvertegenwoordiger voor het arrondissement Philippeville:
- van 1872 tot 1884,
- van 1894 tot 1896.

Beroepshalve was Mineur actief in de metaalindustrie. Hij was bestuurder bij de Hauts Fourneaux de la Chiers en voorzitter van de Société des Forges de Vireux-Molhain.
Hij was ook bestuurder bij de Société des Glaces d'Auvelais en bij de Société pour l'exploitation d'une scierie à vapeur et le commerce des bois.